# 大馬鰺
大馬鰺（学名：Caranx caballus），为輻鰭魚綱鱸形目鱸亞目鰺科鰺屬下的一个种。

## 分類及命名
本種首先由法國生物學家Charles Frédéric Girard在1858年進行了科學描述，他將這種物種命名為Trachurus boops，根據加利福尼亞州聖地亞哥的模式種將該物種置於Trachurus屬中。由於當時的鰺科分類學不穩定，該物種被重新分配到許多屬，包括Caranx，1868年，英國動物學家Albert Günther沒有意識到先前根據從巴拿馬採集的標本，獨立命名重新命名為Caranx caballus，其中一個被指定為模式種。該品種於1870年由Franz Steindachner進一步更名，他試圖通過簡單地重命名物種Caranx girardi來移除Caranx boops諧音。後來對Carangidae的評論揭示了這個同義詞，並且由於Gunther的早期命名，他的物種名稱被保留。具體名稱caballus是拉丁語中的'horse'，反映了當時給予此鯖魚和許多相似物種的常見名稱。

## 分布
本魚分布於東太平洋區，從美國加利福尼亞州至秘魯海域，包括加拉巴哥群島。

## 特徵
本魚體呈紡錘型而側扁，背部和腹部微凸出，鼻子略尖，眼睛後方有一發育良好的脂肪眼瞼，具2個背鰭，背鰭硬棘8枚，背鰭軟條18-21枚，臀鰭硬棘3枚，側線具有明顯，其彎曲部分與第二背鰭的脊柱下方的直線部分相交。上頜具不規則的外犬齒，內帶有小且規則間隔的牙齒，而下頜包含一條小牙齒帶。體呈綠藍色，背部橄欖綠色至深藍色，腹部金色至灰色，在鰓蓋外緣有明顯的背面斑點。稚魚的側腹有7條深色垂直條紋，隨著年齡的增長而逐漸消失。尾鰭是灰色，有深色的尖端，所有其他的鰭都是淺灰色到透明，體長可達55公分，體重可達2.8公斤。

## 生態及經濟利用
棲息在水深3-100公尺的沿海、海灣或河口，成群活動，幼魚出現在淺水域，成魚則移往較深水域，屬肉食性，以浮游生物、頭足類、甲殼類、小魚等為食。亦是大型掠食動物捕食的對象，如鯊魚、馬林魚等，繁殖期在5月至10月，6月和10月達到高峰，為高經濟價值的食用魚。